# Mszaki

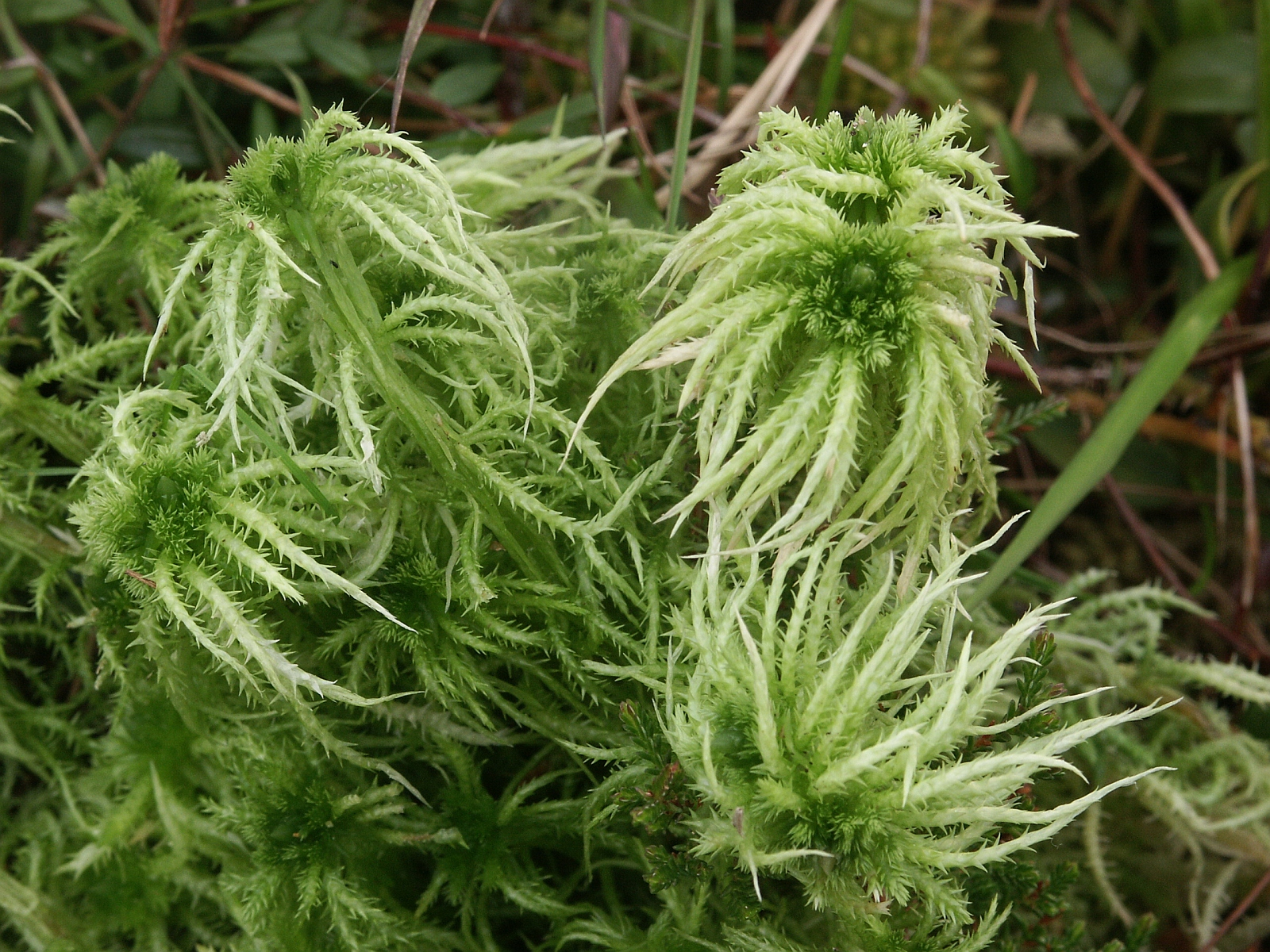
Torfowiec nastroszony

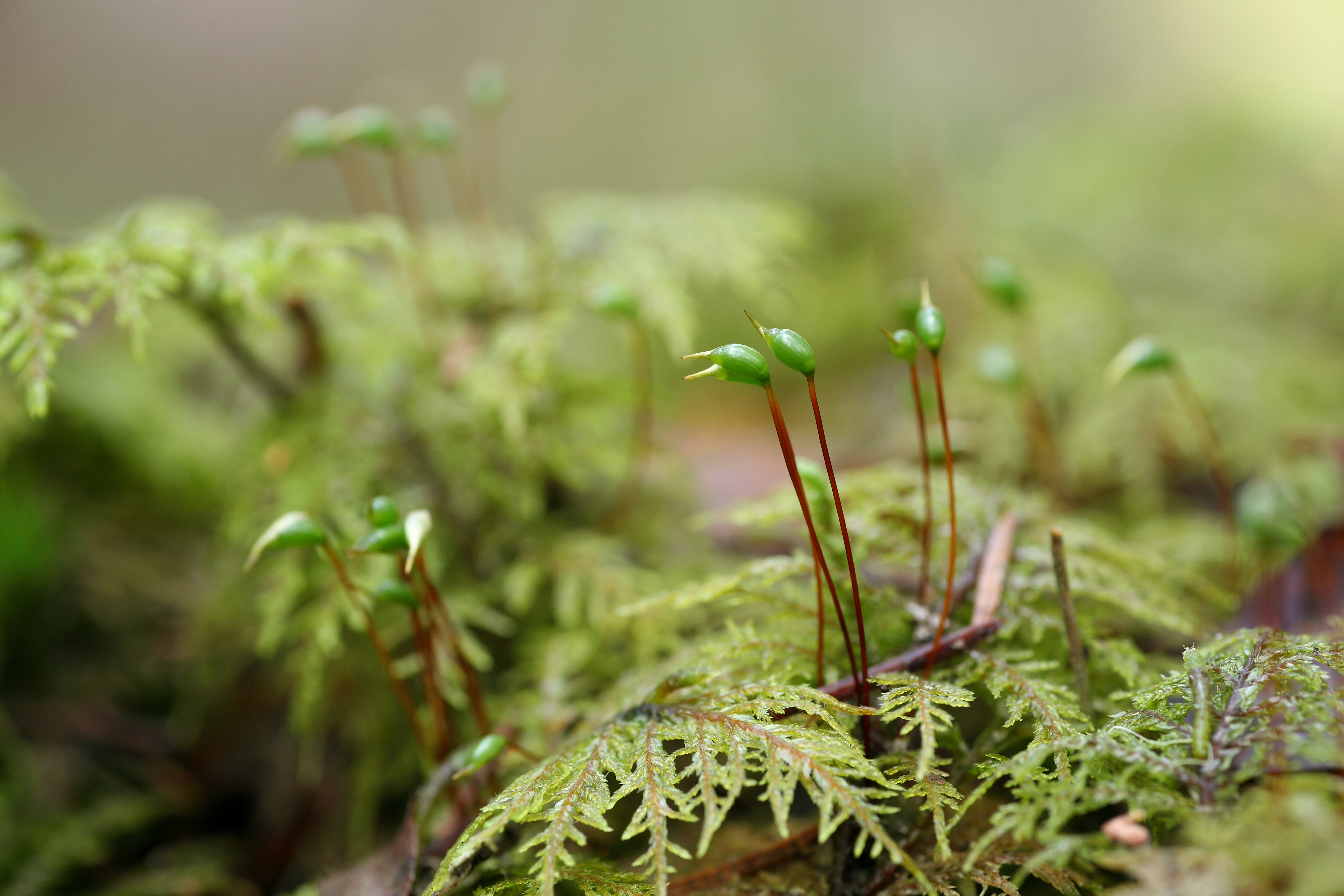
Gajnik lśniący

Mszaki – grupa roślin, charakteryzujących się przemianą pokoleń z dominacją gametofitu. Według wcześniejszych klasyfikacji mszaki były wyróżniane jako gromada Bryophyta, obejmująca trzy klasy: glewiki, wątrobowce oraz mchy. Obecnie mszaki nie stanowią jednostki taksonomicznej. Dział botaniki badający mszaki to briologia.

## Morfologia
Mszaki charakteryzują się znacznym zróżnicowaniem morfologicznym, o wiele większym niż stojące niżej plechowce. Można u nich odróżnić łodyżkę o funkcji zbliżonej do funkcji łodygi i listki o funkcji zbliżonej do funkcji liści, lecz o prostszej budowie. Mszaki nie mają korzeni właściwych, które występują u roślin naczyniowych i po raz pierwszy pojawiają się u paprotników. Organami utrzymującymi mszaki w podłożu są chwytniki (ryzoidy).
Sporofit jest niewielki i zależny od gametofitu – wrasta w niego tzw. stopą, przez którą pobiera wodę i związki organiczne. Jest pokoleniem krótkotrwałym, zamiera po wytworzeniu zarodników. Ma postać pojedynczej, nierozgałęzionej łodyżki – sety, zakończonej na szczycie zarodnią. Zarodnia ta ma w górnej części mechanizm otwierający – wieczko, umożliwiające wysyp dojrzałych zarodników. Sporofity większości mszaków mają aparaty szparkowe, a niektóre nawet chloroplasty, dzięki którym mogą same wytwarzać związki organiczne.

## Znaczenie mszaków
- Odgrywają bardzo istotną rolę w wielu ekosystemach, w niektórych kluczową, głównie ze względu na regulacyjny wpływ na bilans wodny. Są istotnym komponentem wielu zbiorowisk roślinnych zwłaszcza bagiennych, leśnych, muraw wydmowych, łąkowych[1].
- Tworząc warstwę mszystą chronią glebę przed wysuszeniem (nadmiernym parowaniem) i wypłukaniem (chłoną wodę zwalniając tempo jej spływu)[1].
- Jako organizmy pionierskie zasiedlają skrajne siedliska (np. nagie skały, hałdy) i przyczyniając się do przekształcania podłoża oraz zasilając go materią organiczną z rozkładających się swych szczątków umożliwiają kolonizację takich miejsc przez inne rośliny[1].
- Są kluczowym elementem procesu torfotwórczego, dzięki któremu powstają torfowiska i złoża torfu[1].
- Stosowane do produkcji leków i kosmetyków.
- Służą jako materiał opałowy.
- Na łąkach uznawane są za oddziałujące niekorzystnie ze względu na sprzyjanie powstawaniu zabagnień (z powodu magazynowania znacznych ilości wody) i zakwaszania gleby[1].

## Rozwój
W rozwoju mszaków występuje tzw. przemiana pokoleń: pokolenie płciowe (gametofit – 1n) wytwarza dwa rodzaje narządów rozrodczych: męskie, zwane plemniami (antheridia) i żeńskie, zwane rodniami (archegonia). W pierwszych powstają komórki rozrodcze męskie czyli plemniki, w drugich żeńskie – komórki jajowe. Mszaki mogą być dwupienne lub jednopienne. Jajo zapłodnione ulega podziałom, w wyniku których powstaje wielokomórkowy zarodek rozrastający się i tworzy drugie pokolenie sporofit – 2n. Na wierzchołku łodyżki sporofitu powstaje torebka, tzw. zarodnia (sporangium), w której w drodze podziału mejotycznego rozwijają się zarodniki – mejospory – które kiedy dojrzeją wysypują się z zarodni i rozprowadzane przez wodę kiełkują rozwijając się w osobniki pokolenia pierwszego – gametofitu.
Gametofit jest pokoleniem dominującym, ponieważ:
- występuje przez większą część cyklu
- jest autotroficzne
- sporofit nie może istnieć bez gametofitu

## Rozmieszczenie geograficzne
Mszaki występują na wszystkich kontynentach i w każdej strefie klimatycznej – niektóre rosną w lasach tropikalnych, inne na pustyniach polarnych (np. na Antarktydzie – 125 gatunków). 